# Cybant

Schemat przykładowego cybantu do masztów antenowych

Cybant (z niem. Ziehband) – obejma zaciskowa na rurę, służąca np. do mocowania elementów na masztach i rurach, także jako zacisk ograniczający przepływ płynu przez przewód.
Podstawowe dane techniczne:
- materiał, z którego został wykonany
- max./min. średnica elementu, na który można go założyć
- średnica drutu/rozmiar gwintu